# Ostrá Hora
Ostrá Hora (německy Schärfenberg) je malá vesnice, část obce Bohušov v okrese Bruntál. Nachází se asi 1,5 km na jih od Bohušova.
Ostrá Hora leží v katastrálním území Bohušov o výměře 10,2 km2.

## Vývoj počtu obyvatel
Počet obyvatel Ostré Hory podle sčítání nebo jiných úředních záznamů:
| Rok            | 1869 | 1880 | 1890 | 1900 | 1910 | 1921 | 1930 | 1950 | 1961 | 1970 | 1980 | 1991 | 2001 |
| -------------- | ---- | ---- | ---- | ---- | ---- | ---- | ---- | ---- | ---- | ---- | ---- | ---- | ---- |
| Počet obyvatel | 132  | 102  | 85   | 84   | 83   | 82   | 73   | 44   | 35   | 29   | 10   | 9    | 4    |

1. ↑  z toho: 0 Čechoslováků, 68 Němců; 73 řím. kat.

V Ostré Hoře je evidováno 18 adres : 17 čísel popisných (trvalé objekty) a 1 číslo evidenční (dočasné či rekreační objekty). Při sčítání lidu roku 2001 zde bylo napočteno 14 domů, z toho 3 trvale obydlené.

## Galerie

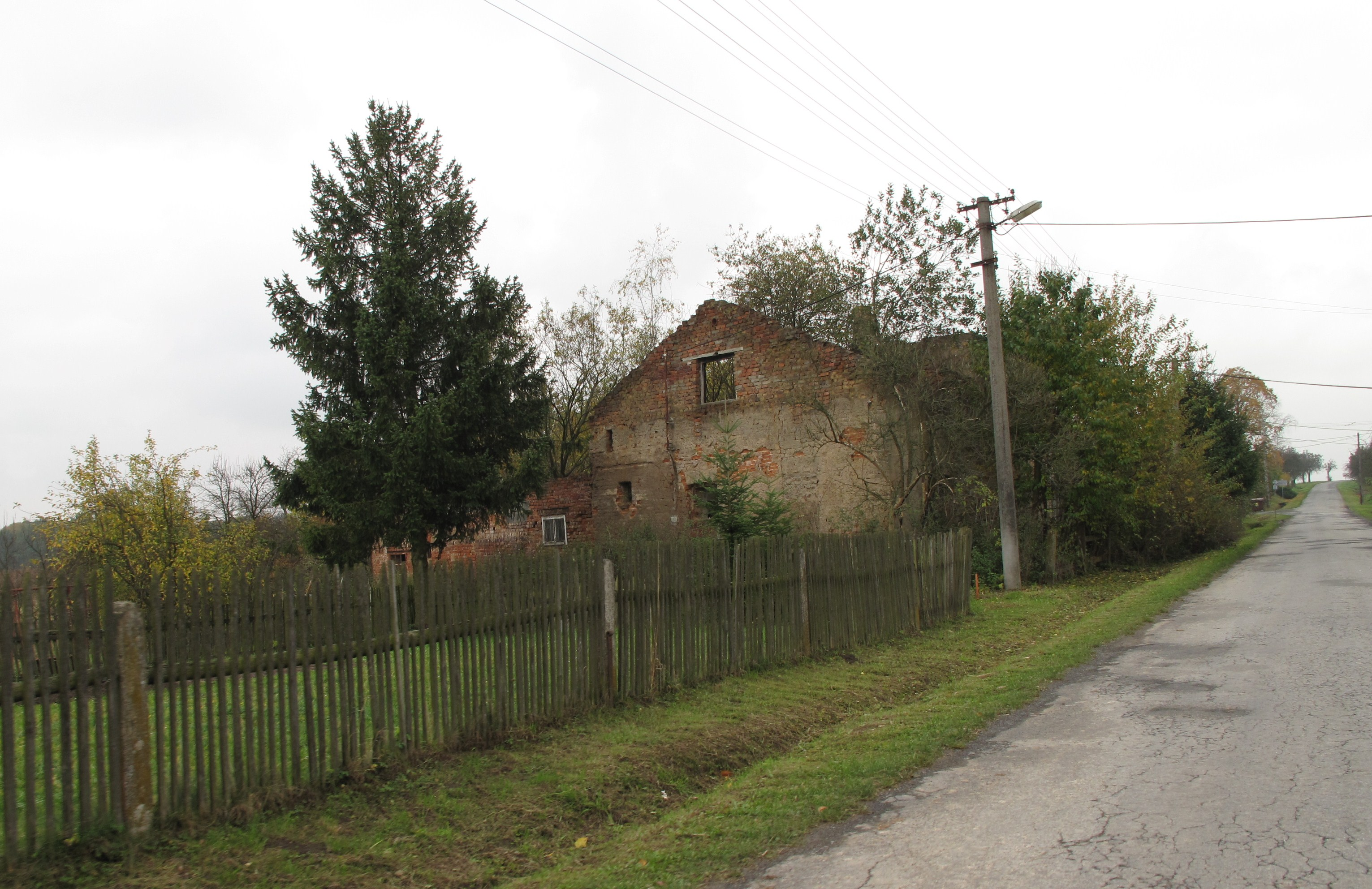
Ruina
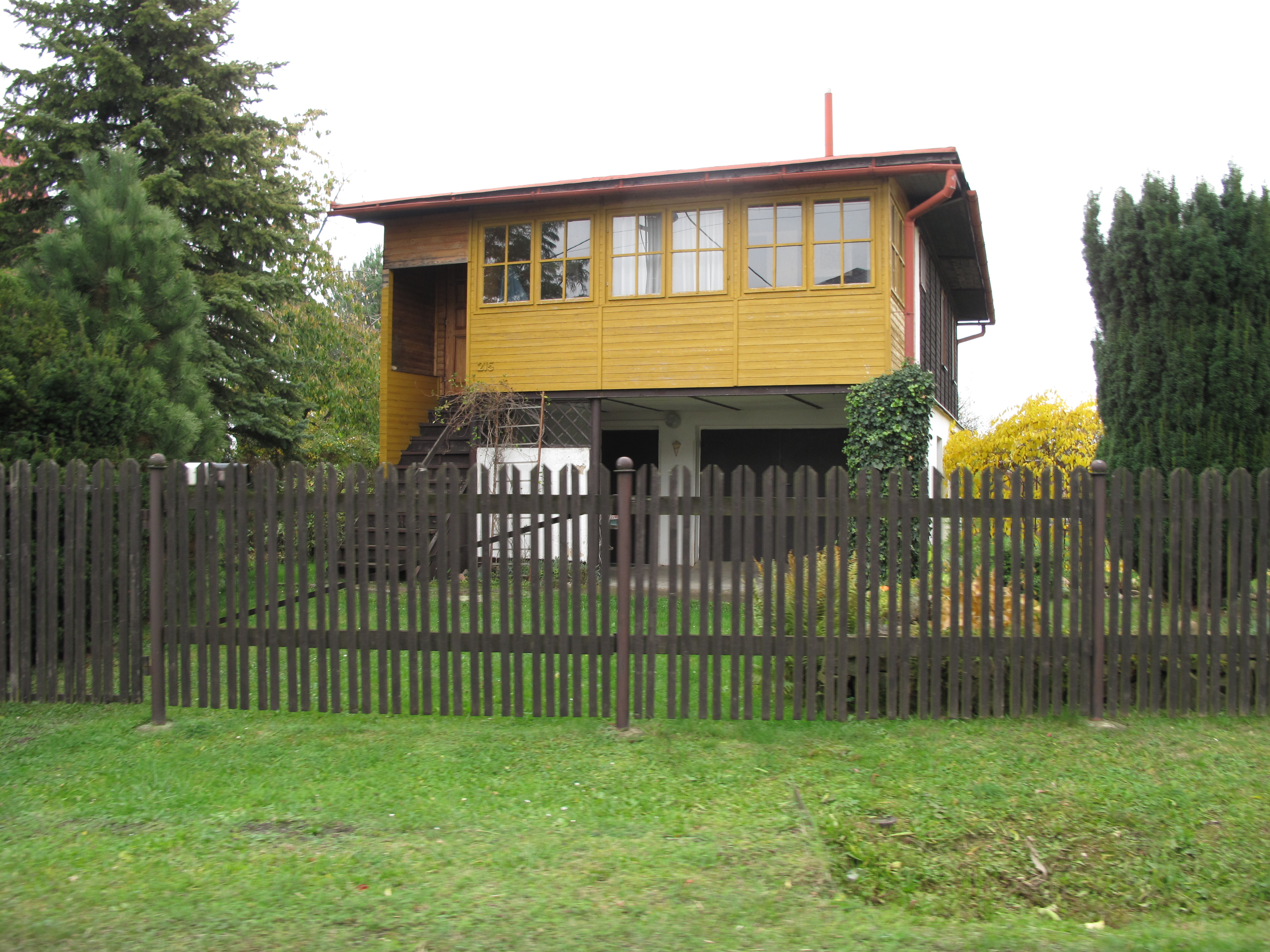
Chatka
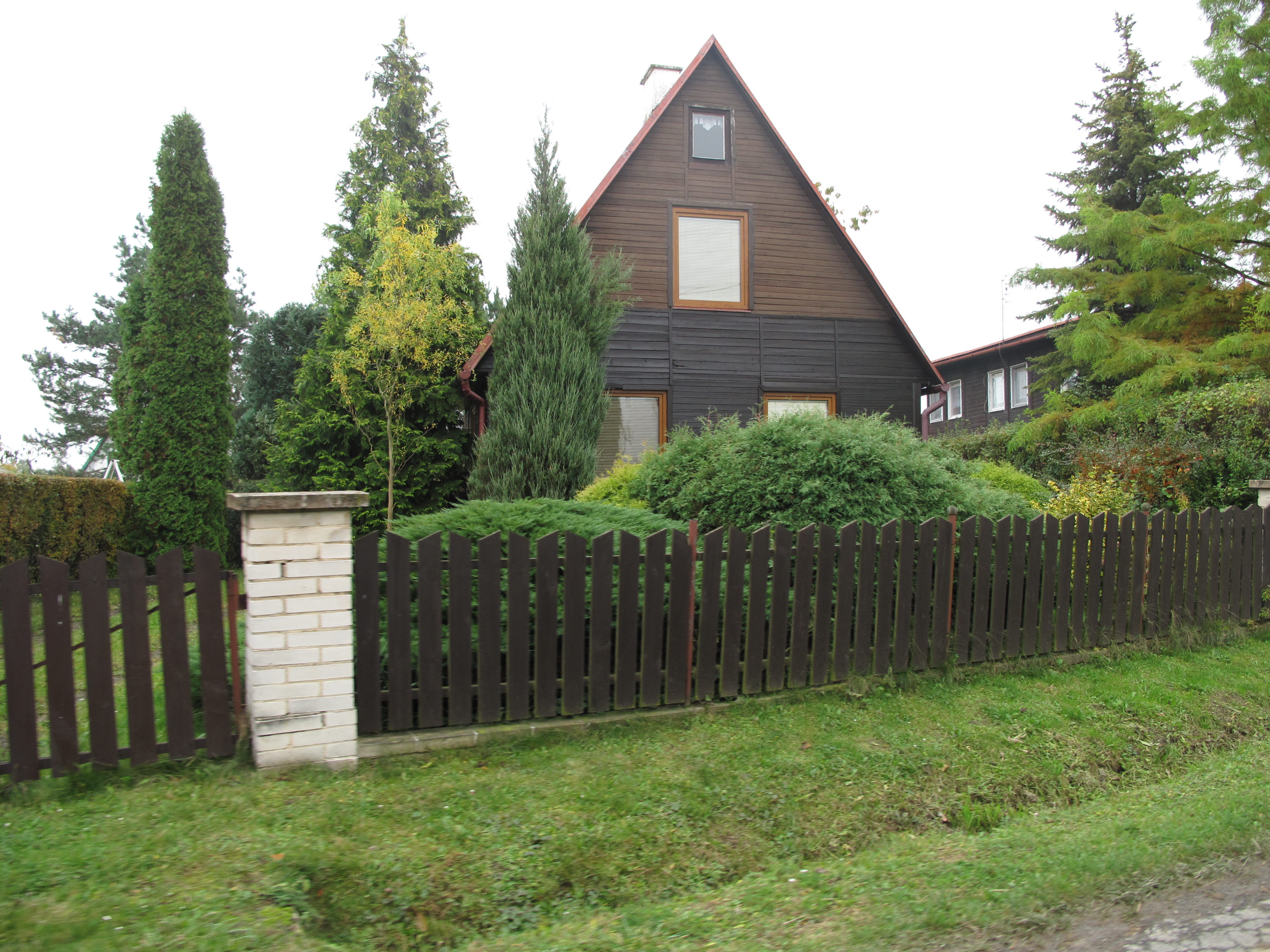
Chatka